# Póda Jenő
Póda Jenő (Baja, 1960. július 19. – ) volt közszereplő, volt magyar politikus (MDF, Fidesz, KDNP), volt országgyűlési képviselő (MDF), volt önkormányzati képviselő (Fidesz, KDNP, Csongrád megye és Szeged), Orbán Viktor miniszterelnök volt biztonságpolitikai főtanácsadója. A szegedi rendszerváltoztatás folyamatának meghatározó alakja. 1989 és 2019 között közszereplő.
A Honvéd Közszolgálati Önkéntes Nyugdíjpénztár ügyvezető igazgatója, az ÖPOSZ FEB elnöke. 

## Életpályája
Baján (Bács-Kiskun megye) született református szülei egyetlen gyermekeként. Nagyszülei anyai ágon gazdálkodók, apai ágon iparosemberek voltak. Mind apai, mind anyai családja 1948-ban, a csehszlovák-magyar lakosságcsere-egyezmény következtében kényszerült eredeti lakóhelyét – a felvidéki Pódafa (ma Dunaszerdahely külvárosa) ill. Dunaradvány települést – elhagyni; Csávolyra, majd Szegedre kerültek. 
Nős, felesége Pódáné Nagy Szilvia, két gyermekük Csenge (2007) és Csanád (2014).
Az általános iskolát Csávolyon, a középiskolát Baján végezte, 1978-ban érettségizett a III. Béla Gimnáziumban. Ezt követően egy esztendeig előfelvételis sorkatona Hódmezővásárhelyen. A József Attila Tudományegyetem Természettudományi Karán tanult tovább, 1982-ben programozó matematikus oklevelet,1984-ben programtervező matematikus oklevelet szerzett. A nyolcvanas évek közepétől kisszövetkezeti tagként vállalkozó, számítástechnikai és informatikai területen dolgozott.

## Politikai pályája
Diákkorában aktívan részt vett a diákönszervezésben és érdekvédelemben, 1974 és 1983 között a KISZ tagja, 1983-ban kilép. Az 1980-as évek legvégén a civil kezdeményezésű szegedi Körgát Klub – amely akkori emblematikus ügyekként lemondatta Apró Antal (MSZMP) országgyűlési képviselőt, és megakadályozta az un. KISZ-iskola száz forintos, jelképes összegért való eladását (eltulajdonítását) – tagja. 1989-90-ben a Szegedi Ellenzéki Kerekasztal egyik ötletgazdája, alapítója, szóvivője és egyik vezetője. A Szegedi Ellenzéki Kerekasztal az akkori (rendszer)ellenzéki pártok összefogását, egységes fellépését szorgalmazta és koordinálta valamint megakadályozta az állampárt általi megosztását. Meghatározó szereplője a Szegedi Ellenzéki Kerekasztal és az MSZMP szegedi reformköre közötti tárgyalásoknak. 1988 szeptemberében csatlakozott a Magyar Demokrata Fórumhoz, Szegeden alapító tag. 1989-ben az MDF szegedi szervezetének a választmányi tagja, 1991 októbertől 1995 tavaszáig az MDF Csongrád megyei elnöke. Vezetője volt az ország első, 1989. január 14-én megalakult és a szegedi reformkörökkel sikeres tárgyalásokat folytatott ellenzéki kerekasztalának; az 1989-1990-ben az MSZMP-vel lefolytatott tárgyalásaikról és más politikai kérdésekről több cikke jelent meg a helyi sajtóban. Az 1990. és 1994. évi országgyűlési választásokon pártja Csongrád megyei területi listáján szerzett mandátumot. Az 1990-1994-es ciklusban 1990. május 3-tól a honvédelmi állandó bizottság tagja, június 5-től titkára, 1992. október 13-tól alelnöke, ezen belül a hadiipari albizottság tagja volt. Az MDF-frakcióban a külügyi kabinet tagja volt. Az Országgyűlés Póda Jenőt az Országgyűlés jegyzőjévé megválasztotta 1997. májusában. 
1998-ban kilép a gyökeresen megváltozott és több részre szakadó MDF-ből és hamarosan a Fidesz tagja lesz. Választott tisztsége nincs, közszolgálati pályára lép. 1998 ősze és 2002 tavasza között a Miniszterelnöki Hivatal köztisztviselője, kormánytisztviselője, 2000-től kormányzati főtisztviselője, a miniszterelnök biztonságpolitikai főtanácsadója. Kormánytisztviselői jogviszonya 2005-ben szűnik meg. 2006 és 2019 között Szegeden háromszor az önkormányzat ciklusonként változó Fidesz-KDNP frakcióinaknak tagja, 2010 – 14 között pénzügyi tanácsnok. 2017-ben belép a KDNP-be is. 
2019-ben mandátuma lejártakor nem jelölteti magát, politikai szerepvállalását 30 év politikai és közéleti szerepvállalás után lezárja.  

## Képviselőcsoportbeli tagságai
- Országgyűlés MDF frakció tagja: 1990–1998
- Országgyűlés MDF frakcióvezető helyettes: 1997–1998
- Szeged Fidesz frakció tagja: 2006–2010
- Szeged Fidesz-KDNP frakció tagja: 2010–2014
- Szeged KDNP frakció tagja: 2014–2019

## Választott tisztségei, bizottsági tagságai
- Országgyűlési képviselő (MDF): 1990–1998
- Országgyűlés Honvédelmi Bizottság tagja: 1990–1998
- Országgyűlés Honvédelmi Bizottság titkára: 1990–1992
- Országgyűlés Honvédelmi Bizottság alelnöke: 1992–1994
- Országgyűlés jegyzője: 1997–1998
- Csongrád Megye önkormányzati képviselő (MDF): 1994–1998
- Szeged MJV önkormányzati képviselő (Fidesz, KDNP): 2006–2019
- Szeged MJV önkormányzati pénzügyi tanácsnok: 2010–2014

## Iskolai végzettsége, képzettsége
- Általános Iskola, Csávoly (1966–1974)
- III. Béla Gimnázium, Baja (1974–1978)
- József Attila Tudományegyetem (JATE) programozó matematikus (1982, főiskolai kitüntetéses oklevél)
- József Attila Tudományegyetem (JATE) programtervező matematikus (1984, egyetemi oklevél)
- Miniszterelnöki Hivatal (MEH) köztisztviselői alapvizsga (1998)
- Miniszterelnöki Hivatal (MEH) köztisztviselői szakvizsga (1999, közigazgatási vezetői ismeretek és védelmi igazgatás)
- Aranykalászos gazda (OKJ, 2019)

## Munkahelyek és megbízatások
- A Honvéd Közszolgálati Önkéntes Nyugdíjpénztár ügyvezető igazgatója. (2012–)
- Az Önkéntes Pénztárak Országos Szövetsége (ÖPOSZ) Felügyelő Bizottságának (FEB) elnöke (2020–)

## Katonai szolgálat
- Sorkatonai szolgálat, Hódmezővásárhely ( honvéd, majd leszereléskor szakaszvezető, 1978 – 79 )

## Egyház, önkéntes munka, civil szervezetek, szabadidő
- Magyarországi Református Egyház – Újszeged
- kertészkedés (régi magyar szőlő és gyümölcsfajták)
- horgászás (Magyar Országos Horgász Szövetség)
- vadászás (Szőreg-Kübekháza Hármashatás VT.)
- magyar borkultúra (Szegedi Borbarátok Társasága)
- magyar pálinka kultúra (Magán Pálinkafőzők Országos Egyesülete)

## Forrás
parlament.hu (1996)